# LEDA 4019986
LEDA 4019986(J160522.48+174534.7)은 지구에서 약 4억 4,000만 광년 떨어진 NGC 6050과 상호 작용하는 은하이다. 적색편이는 약 9,572 km/s이다.